# Montemolín
Montemolín es un municipio español, perteneciente a la provincia de Badajoz en la comunidad autónoma de Extremadura.

## Situación
Está situado en el sur de la provincia, cerca de Monesterio y Pallares. Pertenece a la comarca de Tentudía y al Partido judicial de Zafra.
Integra dos pedanías: Pallares y Santa María de Nava.
Se localiza en el levante del Partido Judicial de Zafra, ocupando un espacio que a través de Sierra Prieta, establece la división con la Campiña de Llerena. En el aspecto geográfico, el terreno resulta alomado y cubierto de dehesa y monte bajo o desnudo de vegetación.
El núcleo fue un importante enclave árabe estratégicamente situado en el límite fronterizo entre Andalucía y Extremadura, contando para su defensa con una poderosa alcazaba.

## Historia

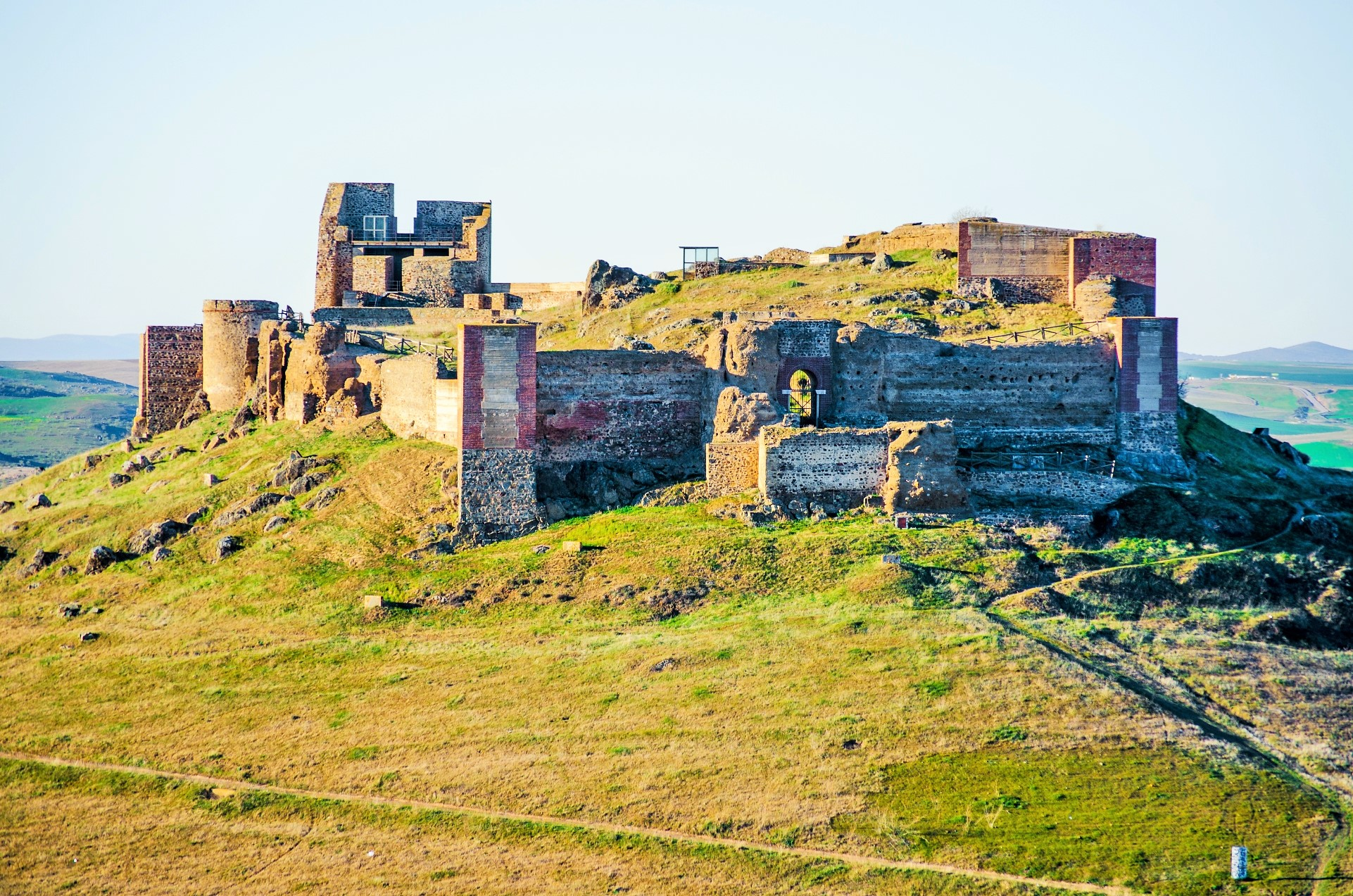
Vista del castillo de Montemolín.

Es patria de Casiodoro de Reina (1520-Fráncfort del Meno-1594), traductor de la primera Biblia castellana completa, revisada posteriormente por Cipriano de Valera y siempre vigente (con revisiones) por las comunidades protestantes de todo el mundo hispánico.
A la caída del Antiguo Régimen la localidad se constituye en municipio constitucional en la región de Extremadura. Desde 1834 quedó integrado en el Partido judicial de Fuente de Cantos. En el censo de 1842 contaba con 592 hogares y 2220 vecinos.
El pretendiente carlista al trono de España, Carlos Luis de Borbón y Braganza tomó el título de Conde de Montemolín.
Se han hallado restos prehistóricos.
Montemolín es un pueblo de larga historia antigua. Se situaba en la frontera de lusitanos, beturios y tartessos, por lo que recibió influencia de todos estos pueblos. El núcleo fue un importante enclave árabe estratégicamente situado en el límite fronterizo entre Andalucía y Extremadura que contaba para su defensa con una poderosa alcazaba. Tras su ocupación por los cristianos del Castillo de Montemolín en el siglo XIII, quedó integrada en la Orden de Santiago con categoría de Encomienda, cediendo a Llerena el papel de foco más señalado de la zona, que junto con Reina, había desempeñado antes. En 1608 fue enajenada por Felipe III, bajo el título de Marquesado de Montemolín, a unos banqueros genoveses, como pago de las deudas contraídas con ellos por la corona. En 1779 la villa recuperó mediante compra su propia jurisdicción, independizándose de los italianos. En 1819 Fernando VII la enajenó de nuevo, ahora a su hermano Carlos, de cuyo dominio fue eximida definitivamente poco después. El de Conde de Montemolín fue el título adoptado sin embargo, por Carlos de Borbón y Braganza, hijo de Carlos María Isidro, el hermano de Fernando VII, cuando pretendía el Trono bajo el nombre de Carlos VI entre 1845 y 1861.

## Demografía
Montemolín cuenta con una población de 1267 habitantes (INE 2024).
| Gráfica de evolución demográfica de Montemolín entre 1842 y 2021                                                      |
| |
| Población de derecho según los censos de población del INE. Población de hecho según los censos de población del INE. |

## Patrimonio

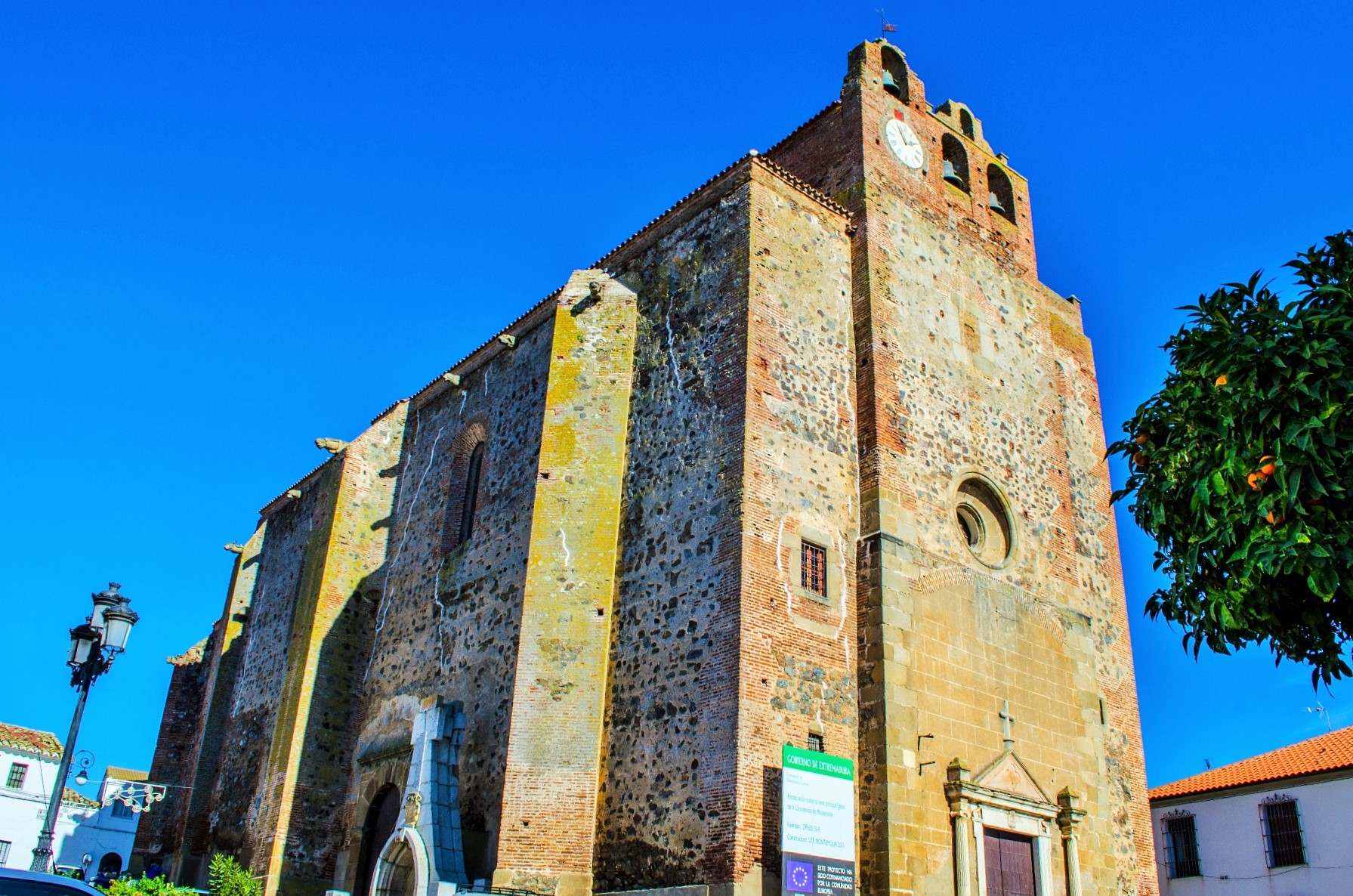
Iglesia parroquial de la Purísima Concepción.

- Iglesia parroquial católica bajo la advocación de La Purísima Concepción, en la Archidiócesis de Mérida-Badajoz.[5]
- Castillo de Montemolín Castillo de fábrica romana y remozado por los árabes.
- La Iglesia de la Granada, a las faldas del Castillo.
- San Blas, con privilegiadas vistas, sobre una colina que domina todo el pueblo y el castillo, con fantásticas puestas de sol.
- San Benito, ermita situada a poco más de 1 km de distancia.
- Puente de Gallicanta.
- Minas de la Albuera.
- Santo Cristo.

## Turismo
Senderismo y rutas por caminos rurales. Dispone de una casa rural donde se puede disfrutar de la gastronomía y una fantástica ruta en buggies.